# Val Genova

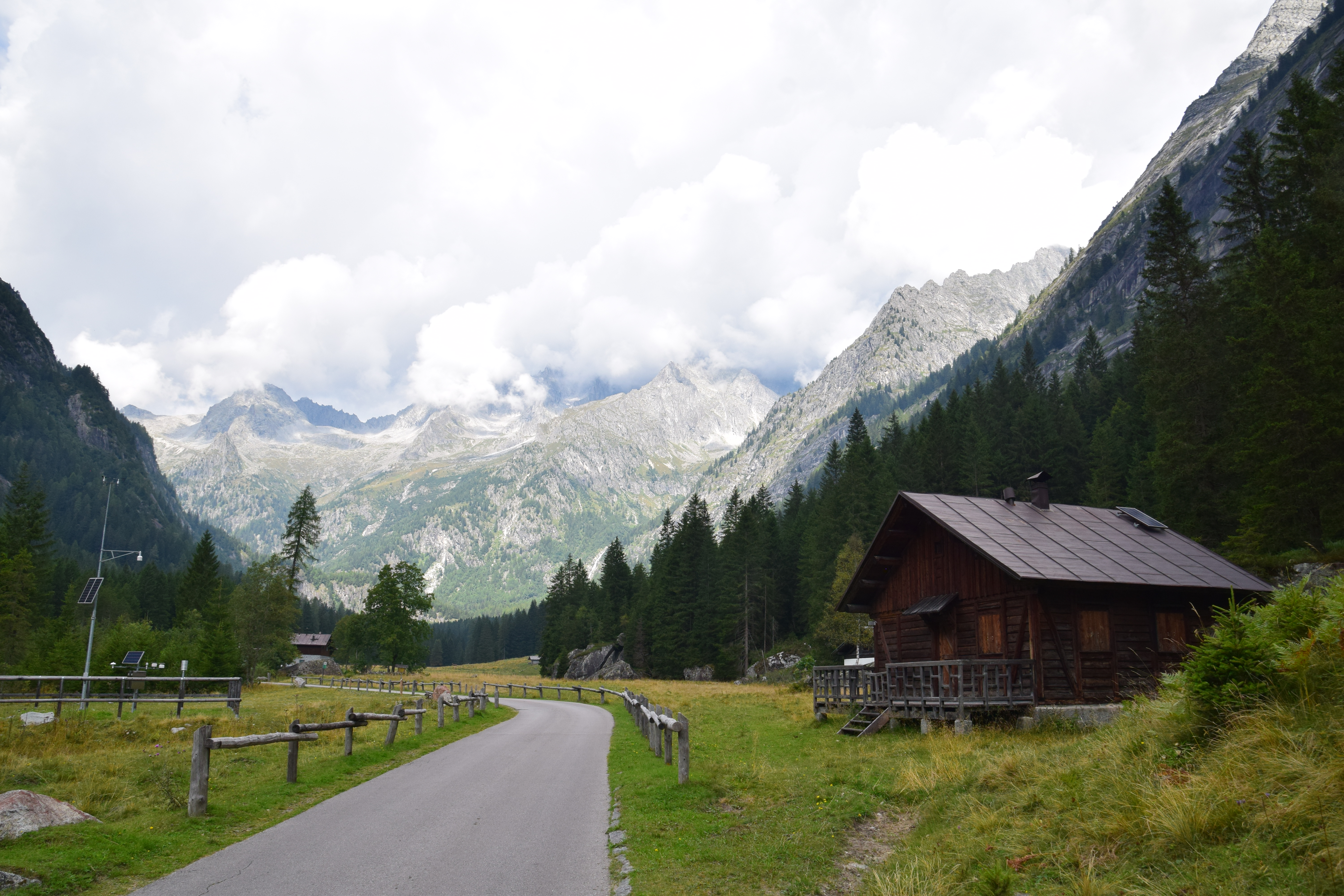
Val Genova

La Val Genova (detta anche val di Genova) è una valle laterale della Val Rendena in Trentino, interamente compresa nel Parco naturale provinciale dell'Adamello-Brenta, la più estesa area protetta della provincia di Trento. È nota anche con il nome di "valle delle cascate".

## Toponimo
Il nome della valle viene fatto derivare dal latino janua, cioè "porta", da cui avrebbero preso il nome le case di Genua, antichi fienili oggi scomparsi che si trovavano all'imbocco della valle, prima dell'attuale località Ponte Verde. Alcuni documenti del 1200 circa nominano la valle con il termine Zenua, ovvero un territorio ricco d'acqua. Dagli anni novanta del secolo scorso l'antica denominazione Val di Genova fu sostituita sempre più frequentemente con la dicitura Val Genova.

## Descrizione
La val Genova è suddivisa territorialmente tra 6  Comuni e 1 Asuc della val Rendena, di cui il comune di Strembo è sicuramente quello che detiene il territorio più vasto. A Strembo appartiene più di metà valle , partendo da ponte rosso in località malga Genova fino al ghiacciaio del Mandrone e il ghiacciaio della Lobbia. Questa situazione risale agli inizi del 1900, quando il comune di Strembo decise di comprare una parte del territorio  dall'allora comune di Mortaso. 
Scarsi sono gli insediamenti e le attività umane: nella valle ci sono alcuni rifugi alpini e alcune strutture ricettive dedicate ai turisti, aperti però solo nella stagione estiva. Non vi sono né piste da sci né impianti di risalita in quanto i pendii sono molto ripidi e d'inverno la valle è spesso soggetta a valanghe. Una delle attività più note è quella dell'estrazione di granito, finalizzata soprattutto alla produzione di caminetti.

### Orografia
La val Genova, di origine glaciale, è percorsa dal torrente Sarca di Genova (uno dei tre rami che, confluendo a Pinzolo, formano il fiume Sarca), e si insinua per una ventina di chilometri tra i massicci montuosi dell'Adamello (a sud), e della Presanella (a nord).
La valle inizia sopra la piana di Bedole, nel grandioso circo (a 1680 m circa) nel quale confluiscono le acque provenienti dalle vedrette del Mandrone e della Lobbia. Lungo il percorso fino a Carisolo la valle principale riceve il contributo di numerose valli laterali. Da monte a valle, sulla destra orografica si incontrano:
- la valle Stablel;
- la val Folgorida (proprietà del comune di Strembo) e la valle di Lares (proprietà di Massimeno), che salgono fino ai ghiacciai che lambiscono il Crozzon di Lares e il Corno di Cavento;
- la val Seniciaga, dalla quale più in alto si diramano a est la val Germenega e la conca dei laghi di San Giuliano;

sulla sinistra orografica:
- la val Cercen;
- la val Gabbiolo, chiusa da imponenti torri e pareti;
- la val Rocchette;
- la lunga val Nardis, che culmina con la Presanella, proprietà del comune di Giustino.

Le cime principali sono la Presanella (3558 m) a nord, il Crozzon di Lares (3354 m) e il Corno di Cavento (3406 m) a sud.
A causa del modellamento glaciale, entrambi i versanti si alzano dal fondovalle con pendii molto ripidi, che solo verso i 1800–2000 m lasciano il campo a pendii più dolci. Il fondovalle e i pendii, sino a una quota di circa 2000 metri, sono ammantati di foreste di abeti.

### Accessibilità
La strada carrozzabile di 17 chilometri che percorre la valle inizia a Carisolo (808 m) staccandosi dalla Strada statale 239 di Campiglio; ripida (max 18%) e stretta, segue il corso del torrente, scavalcandolo più volte mediante ponti a struttura metallica. La strada termina presso Malga Bedole (1584 m), da dove proseguono solo sentieri diretti ai vari rifugi in quota.
Nella stagione turistica la strada è suddivisa in tre parti:
- I primi 4 km, da Carisolo (806 m) fino a Ponte Verde (921 m), sono percorribili liberamente, e si trovano anche parcheggi gratuiti lungo la via.
- I successivi 4,5 km, da Ponte Verde (921 m) a Ponte Maria (1164 m), sono accessibili pagando un pedaggio (3,00 € per le moto; 8,00 € per le auto) che dà anche diritto a sostare nei successivi parcheggi. In questo tratto la strada può raggiungere una pendenze del 18%.
- Gli ultimi 7,5 km, da Ponte Maria (1164 m) a Malga Bedole (1584 m) sono normalmente accessibili solo a inizio giornata (solitamente entro le 9.45) e dopo le 18.00, fino a quando i pochi parcheggi che si trovano lungo questo tratto non sono pieni.

Solo durante la stagione turistica, lungo il tratto a pagamento (Ponte Verde - Malga Bedole) è attivo un servizio di bus navetta, al costo di 1,50 € all'andata e 1,50 o 3,00 € al ritorno, con corse ogni mezz'ora circa.
D'inverno la strada è normalmente chiusa prima della cascata di Nardis, talvolta subito dopo il bar-ristorante Alla Prisa.

### Le cascate

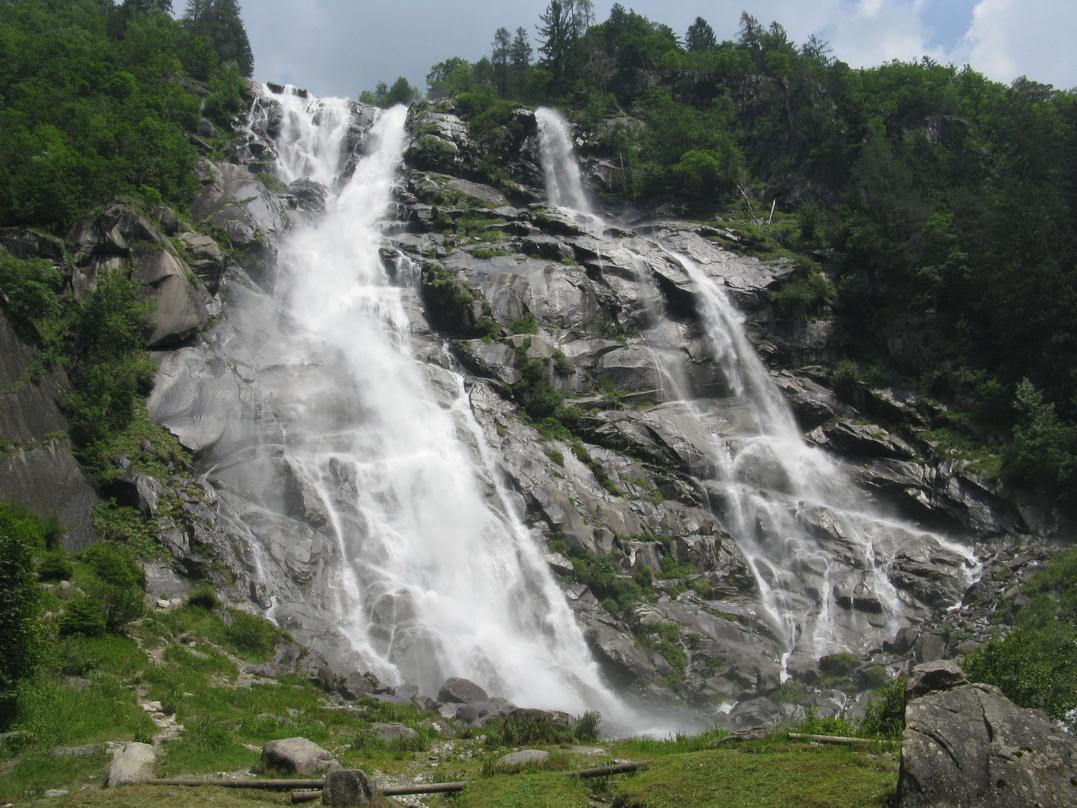
Le cascate Nardis in estate.

Oltre che mediante la stretta strada asfaltata, è possibile percorrere   la valle utilizzando il sentiero delle Cascate, che risalendo in sponda destra il Sarca di Genova, passa accanto alle principali cascate, formate dai numerosi torrenti che scendono dai ghiacciai dell'Adamello e della Presanella e che confluiscono nel Sarca: la conformazione della valle ha fatto sì che tali corsi d'acqua debbano superare salti di roccia prima di gettarvisi.
La più famosa è la cascata di Nardis, tra le più alte del Trentino, formata dal torrente Nardis che scende dalla Presanella sul versante settentrionale della valle.
Le altre cascate sono le cascate del Lares (alta e bassa), di Folgorida, di Casöl (Casina Muta), di Pedrùc, di Stablèi, di Pont delle Cambiali e di Mandron.
Le cascate principali che scendono nella valle sono sei ma, soprattutto quando i torrenti sono gonfi d'acqua, è possibile scorgere diversi rigagnoli che si trasformano in spettacolari cascate.

## Ambiente

### Flora e fauna
I boschi della valle, partendo dalle quote più alte, sono soprattutto di mughi, larici, abeti, faggi, betulle, noccioli e ontani.
Molti sono gli appassionati che oltre che per le cascate, si spingono lungo la valle alla ricerca di alcune specie animali. Tra le più diffuse, troviamo la pernice bianca, il capriolo, il camoscio, la marmotta, il gallo forcello, il gallo cedrone e sopra a tutti l'aquila.

## Leggende
La principale leggenda della valle fa riferimento agli anni 1545-1563, quando i Padri del Concilio di Trento decisero di cacciare streghe e diavoli nella valle. Questi poi si sarebbero materializzati in rocce granitiche andando a formare la Preda de la Luna, il Tof del mal Neò e il Tof del Diavùl per citare i più famosi.
Un altro racconto, apparentemente più realistico, riguarda il famoso e leggendario cacciatore Luigi Fantoma, noto anche come Martanell, o Re di Val Genova. Si racconta che durante la sua vita (1819-1896) abbia ucciso all'incirca: 50 orsi, 700 camosci, ed un consistente numero di marmotte, caprioli, pernici, galli cedroni e galli forcelli. Fu inoltre d'aiuto come guida a Julius Payer, durante l'esplorazione del massiccio Adamello-Presanella e collaborò  alla creazione della prima carta topografica della zona da parte di quest'ultimo.

## Storia

### La Grande Guerra
Dato che la valle durante la Grande Guerra si trovava a ridosso della linea di confine tra il Regno d'Italia e l'Impero Austro Ungarico, in val di Genova oggi restano alcune tracce dei combattimenti in cui si fronteggiarono italiani ed austriaci. Ad esempio presso la cascata Folgorida, oltre ad una piccola cappella si trova un monumento ai caduti della grande guerra, e quel che resta di una teleferica. Un cimitero militare austriaco, in val Siniciaga, è raggiungibile percorrendo il Sentiero della Pace (segnavia 215), mentre un altro si trova poco prima di arrivare al Rif. "Città di Trento" al Mandrone.

### Frane e alluvioni
Nel 1966 l'alluvione che colpì molte località in Trentino, causò una frana in val di Genova.
Il 18 marzo 1971 si ebbe una frana alle cascate Nardis.
In seguito alle forti piogge del 24- 25 agosto 1987 e in concomitanza con una fusione eccezionalmente intensa dei ghiacci, vi fu un'alluvione, che fece straripare tutti  i torrenti.